# 仁礼景雄
仁礼 景雄（にれ かげお、1885年10月10日 - 1926年8月9日）は、日本の昆虫学者。

## 略歴
子爵仁礼景範の四男。1904年に軍人を目指して海軍兵学校に入るも1907年に病を得て中退、静養中に東京帝国大学の内田清之助、矢野宗幹、三宅恒方、佐々木忠次郎といった碩学に昆虫学の個人教授を受け、主として朝鮮半島や台湾のチョウを研究。1909年12月発行の『動物学雑誌』に最初の論文を発表した。

### 雑誌「海軍」通信員としてアルゼンチン・英国へ
1910年3月11日、雑誌『海軍』通信記者として7か月間の南米経由・英国渡航願が認許され、巡洋艦生駒に乗船して3月15日に日本を出航、アルゼンチン国百年祭に向かう途次の便乗記、5月にアルゼンチンに到着し独立百年祭に臨んでは観艦式の模様を報告する記事を送った。このあと、生駒は英国に向かいスエズ運河を通過する際には、乗員たちがエジプトのピラミッドを見物する様子を通信している。
同年10月に帰国。
『海軍』誌の1911年1月号には編輯局の新年の挨拶に局員として名前を連ね、1912年には「大口径砲論」が掲載されている。

### 精力的に論文を発表
1916年から1921年にかけて蝶類に関する論文を『動物学雑誌』に精力的に発表している。その間、1917年、分家して華族の籍を離脱し以後平民となる。
1919年、『昆虫世界』誌上にて、斯界の権威松村松年の『新日本千虫図解』の誤りを具体的に列挙し、その杜撰さを批判。
1920年の雑誌『海軍』15巻第1号の広告欄には、発行所である畫報社の編輯部員として名前が掲載されているが、1910年以来ずっと編輯部に籍を置いていたかどうかは不明である。これを最後に『海軍』誌上に仁禮景雄の名前は出てこない。
蝶類に関する論文は1921年の『動物学雑誌』への掲載を最後に発表されたものは無いようである。
1926年に41歳で死去した。墓所は青山霊園。

## 業績
台湾産タテハチョウのニレミスジ（別名ヒラヤマミスジ）などに名を残す。蒐集した昆虫標本は、歿後、東京帝国大学を経て九州大学農学部に送られた。

## 著作

### 単著
- 「生態學 アカマダラ」『動物学雑誌』第21巻第254号、東京動物學會、1909年12月15日。
- 「大口径砲論」『海軍 = The navy』第7巻第9号、1912年9月。
- 「大口径砲論（二）」『海軍 = The navy』第7巻第11号、1912年11月。
- 「日本産蝶類目録(一)」『動物学雑誌』第28巻第336号、東京動物學會、1916年10月28日。
- 「日本産蝶類目録(二)」『動物学雑誌』第29巻第337号、東京動物學會、1916年11月28日。
- 「日本産蝶類目録(三)」『動物学雑誌』第29巻第338号、東京動物學會、1916年12月28日。
- 「日本産蝶類目録(四)」『動物学雑誌』第29巻第339号、東京動物學會、1917年1月30日。
- 「日本産蝶類目録(五)」『動物学雑誌』第29巻第340号、東京動物學會、1917年2月28日。
- 「パノペコノマテフの學名に就て」『動物学雑誌』第29巻第340号、東京動物學會、1917年2月28日。
- 「日本産蝶類目録(六)」『動物学雑誌』第29巻第342号、東京動物學會、1917年4月15日。
- 「日本産蝶類目録(七)」『動物学雑誌』第29巻第343号、東京動物學會、1917年5月15日。
- 「本邦産蝶類の一新種及異常形に就て」『動物学雑誌』第29巻第343号、東京動物學會、1917年5月15日。
- 「朝鮮産蝶類に就て（一）」『動物学雑誌』第31巻第370号、東京動物學會、1919年8月21日。
- 「朝鮮産蝶類に就て（二）」『動物学雑誌』第31巻第371号、東京動物學會、1919年9月30日。
- 「アゲハの幼蟲の食草に就て」『動物学雑誌』第31巻第372号、東京動物學會、1919年10月25日。
- 「朝鮮産蝶類に就て（三）」『動物学雑誌』第31巻第373号、東京動物學會、1919年11月28日。
- 「松村博士のエゾウズバシロテフに就て」『動物学雑誌』第31巻第373号、東京動物學會、1919年11月28日。
- 「朝鮮産蝶類に就て（四）」『動物学雑誌』第31巻第374号、東京動物學會、1919年12月29日。
- 「朝鮮産蝶類に就て 増補改定」『動物学雑誌』第31巻第376号、東京動物學會、1920年3月10日。
- 「朝鮮産蝶類に就て（一）、（二）、（三）の正誤」『動物学雑誌』第32巻第377号、東京動物學會、1920年5月3日。
- 「キアゲハの幼蟲の食草に就て」『動物学雑誌』第32巻第384号、東京動物學會、1920年11月30日。
- 「本邦産蝶類の新種及新亞種に就て」『動物学雑誌』第32巻第386号、東京動物學會、1921年3月10日。

### 共著
- 八木誠政「本島産未記録の小灰蝶に就て」『昆虫世界』第23巻第268号、名和昆虫研究所、1919年、443-445頁。